# The Forbidden Caves
The Forbidden Caves was/is een belevingstunnel in het Belgische attractiepark Bobbejaanland te Lichtaart en staat in het themagebied Adventure Valley.

## Geschiedenis
Eind juni 2014 liet de directeur van Bobbejaanland weten dat er een nieuwe attractie voor 2015 gepland stond op de locatie van de toenmalige attractie Fly Away. Eind september datzelfde jaar werd bekend dat de nieuwe attractie een belevingstunnel zou worden.
De keuze voor deze attractie werd door het park naar eigen zeggen eerst en vooral gemaakt op basis van het verkregen budget bij Parques Reunidos, en de doelgroep die ze wilden bereiken met de nieuwe attractie. Daarnaast heeft ook een marktonderzoek uitgewezen dat er geen meerderheid was die een nieuwe achtbaan wou, dus heeft het park voor iets nieuws gekozen.
Rond de jaarwisseling van 2014 naar 2015 werd een definitieve naam bekendgemaakt en is de bouw van de attractie begonnen.
De attractie opende niet in het seizoen van 2020 omwille van de COVID-19-pandemie. Het was onmogelijk om de 3D-brillen na elke rit voldoende te ontsmetten om verspreiding van het virus tegen te houden.
Wegens aanhoudende complexe technische problemen werd deze attractie in heel 2024 gesloten. Bij de start van het seizoen in 2025 was deze attractie nog steeds gesloten. 
In 2025 werd bekend gemaakt dat er in deze attractie een 'gloednieuw megaspookhuis' wordt gebouwd waarbij Bobbejaanland samenwerkt met filmmaatschappij Paramount Pictures. Deze zal tijdens Bobbejaanland Halloween in 2025 open gaan.

## Decoratie
Begin december 2014 vertelde de directeur van het park dat de attractie een uitgebreid achtergrondverhaal zou krijgen en volledig gethematiseerd zou worden. De wachtrij van de attractie is bedoeld als voorshow op de hoofdattractie, en wordt daarom deels bevolkt door acteurs.
Ook de omgeving rond de attractie kreeg een flinke opknapbeurt. Het gebied, met onder andere ook Banana Battle, King Kong en Revolution, kreeg de naam "Adventure Valley". Hiermee is het naast het cowboydorp een tweede grote themazone in het park.

## Verhaal
De attractie zelf gaat over een magisch kristal dat werd gevonden in een grot in Khyonesië, Zuidoost-Azië. Voor Jasper DuBois, die de edelsteen van zijn grootvader kreeg, is dit het bewijs dat hier ooit stammen hebben geleefd die zulke kristallen gebruikten om hun goden te vereren. Bezoekers worden uitgenodigd een kijkje te nemen in de grot, waar ze worden blootgesteld aan bovennatuurlijke fenomenen.

## Eigenschappen
De simulator bestaat uit twee expeditiebussen, waarin 60 personen kunnen plaatsnemen, die volledig omgeven zijn door projectieschermen. De totale attractie zou ongeveer 10 minuten duren. De film van de simulator zelf duurt 2 minuten.

## Bouwers en ontwerpers
De attractie is de eerste belevingstunnel van het Britse bedrijf Holovis. De thematisatie werd dan weer verzorgd door het Spaanse bedrijf Rocas. Het ontwerp van de attractie en het verhaal erachter alsook de media errond werden verzorgd door het Amerikaanse S78.
Afbeeldingen